# Catedral de la Santísima Trinidad (Salt Lake City)
La Catedral de la Santísima Trinidad (en inglés: Holy Trinity Cathedral) es una iglesia ortodoxa griega de la ciudad de Salt Lake City, Utah, Estados Unidos. Construida en 1923, la iglesia fue incluida en el Registro Nacional de Lugares Históricos en 1975.
La comunidad griega ortodoxa de Salt Lake City se organizó en 1905 para formar su primera iglesia, convirtiéndose en la 14.ª comunidad parroquial griega ortodoxa en los Estados Unidos y la mayor entre el río Misisipi y la costa del Pacífico.
El edificio original fue vendido y el sitio de la actual catedral de la Santísima Trinidad, es diferente. La piedra angular de la iglesia fue colocada 23 de agosto de 1923, el primer servicio se llevó a cabo el 13 de agosto de 1924, y el nuevo edificio fue consagrado el 2 de agosto de 1925, después de que la hipoteca hubiera sido pagada.